# Liste der Bischöfe von Osnabrück
Die folgenden Personen waren Bischöfe des Bistums Osnabrück, ab dem 11. Jahrhundert bis 1802 als Bischöfe zugleich auch Regenten des Hochstifts Osnabrück.
| Amtszeit | Name | Anmerkung                                                    | Foto/Abbildung                                                                     |
| --- | --- | ------------------------------------------------------------ | ---------------------------------------------------------------------------------- |
| 783 bis 20. April 804/805 | Wiho I. (auch: Wicho I.)                                                                                         | vorher Leiter des neu gegründeten Missionsbezirkes Osnabrück |                                                                                    |
| 805 bis 12. April 829 | Meginhard |                                                              |                                                                                    |
| 829–845 | Goswin |                                                              |                                                                                    |
| 847 bis 11. April 860 | Gauzbert |                                                              |                                                                                    |
| 860 bis 1. Feb. 887 | Egbert |                                                              |                                                                                    |
| 887 bis 11. Mai 906 | Egilmar |                                                              |                                                                                    |
| 906–918 | Bernhard I. |                                                              |                                                                                    |
| 918 bis 14. Mai 949 | Dodo I. |                                                              |                                                                                    |
| 949 bis 7. Nov. 967 | Drogo |                                                              |                                                                                    |
| 967 bis 31. März 978 | Ludolf |                                                              |                                                                                    |
| 978 bis 12. April 996 | Dodo II. |                                                              |                                                                                    |
| 978–980 | Kuno (Gegenbischof)                                                                                              |                                                              |                                                                                    |
| 996 bis 27. Nov. 998 | Günther |                                                              |                                                                                    |
| 998 bis 17. Feb. 1003 | Wodilulf |                                                              |                                                                                    |
| 1003 bis 18. Juni 1022 | Dietmar |                                                              |                                                                                    |
| 1023 bis 10. Dez. 1027 | Meginher |                                                              |                                                                                    |
| 1028 bis 10. Dez. 1036 | Gozmar |                                                              |                                                                                    |
| 1036 bis 19. April 1052 | Alberich |                                                              |                                                                                    |
| 1052 bis 19./20. Sept. 1068 | Benno I. |                                                              |                                                                                    |
| 1068 bis 27. Juli 1088 | Benno II. |                                                              | Bischof Benno II., Skulptur des Osnabrücker Bildhauers Hans Gerd Ruwe in Bad Iburg |
| 1088–1093 | Markward |                                                              |                                                                                    |
| 1093 bis 21. April 1101 | Wicho II. |                                                              |                                                                                    |
| 1101 bis 13. Juli 1109 | Johann I. |                                                              |                                                                                    |
| 1109 bis 1. Jan. 1119 | Gottschalk von Diepholz                                                                                          |                                                              | Grabplatte des Bischofs Gottschalk von Osnabrück.                                  |
| 1119–1137 | Diethard |                                                              |                                                                                    |
| 1119–1125 | Konrad (Gegenbischof)                                                                                            |                                                              |                                                                                    |
| 1137 bis 28. Juni 1141 | Udo |                                                              |                                                                                    |
| 1141 bis 15. Juni 1173 | Philipp von Katzenelnbogen                                                                                       |                                                              |                                                                                    |
| 1141 | Wezel (Gegenbischof)                                                                                             |                                                              |                                                                                    |
| 1173–1190 | Arnold |                                                              |                                                                                    |
| 1190–1216 | Gerhard I. von Oldenburg-Wildeshausen                                                                            |                                                              |                                                                                    |
| 1216–1224 | Adolf von Tecklenburg                                                                                            |                                                              |                                                                                    |
| 1224–1226 | Engelbert I. von Isenberg                                                                                        |                                                              |                                                                                    |
| 1226–1227 | Otto I. |                                                              |                                                                                    |
| 1227–1239 | Konrad I. von Velber                                                                                             |                                                              |                                                                                    |
| 1239–1250 | Engelbert I. von Isenberg                                                                                        |                                                              |                                                                                    |
| 1251–1258 | Bruno von Isenberg                                                                                               |                                                              |                                                                                    |
| 1259–1264 | Balduin von Rüssel (Rusle)                                                                                       |                                                              |                                                                                    |
| 1265–1269 | Widukind von Waldeck                                                                                             |                                                              |                                                                                    |
| 1270–1297 | Konrad II. von Rietberg                                                                                          |                                                              |                                                                                    |
| 1297–1308 | Ludwig von Ravensberg                                                                                            |                                                              |                                                                                    |
| 1309–1320 | Engelbert II. von Weyhe                                                                                          |                                                              |                                                                                    |
| 1321–1349 | Gottfried von Arnsberg                                                                                           |                                                              |                                                                                    |
| 1350–1366 | Johann II. Hoet                                                                                                  |                                                              |                                                                                    |
| 1366–1376 | Melchior von Braunschweig-Grubenhagen                                                                            |                                                              |                                                                                    |
| 1376–1402 | Dietrich von Horne                                                                                               |                                                              | Bischof Dietrich von Horne                                                         |
| 1402–1410 | Heinrich I. von Schaumburg-Holstein (Rücktritt 1404)                                                             |                                                              |                                                                                    |
| 1410–1424 | Otto II. von Hoya                                                                                                |                                                              |                                                                                    |
| 1424–1437 | Johann III. von Diepholz                                                                                         |                                                              |                                                                                    |
| 1437–1442 | Erich II. von Hoya als Erich I. (Administrator)                                                                  |                                                              |                                                                                    |
| 1442–1450 | Heinrich von Moers (Administrator)                                                                               |                                                              |                                                                                    |
| 1450–1454 | Albrecht von Hoya (Administrator)                                                                                |                                                              |                                                                                    |
| 1454–1455 | Rudolf von Diepholz                                                                                              |                                                              |                                                                                    |
| 1455–1482 | Konrad III. von Diepholz                                                                                         |                                                              | Grabplastik des Bischofs Konrad III. von Osnabrück.                                |
| 1482–1508 | Konrad IV. von Rietberg                                                                                          |                                                              |                                                                                    |
| 1508–1532 | Erich von Braunschweig-Grubenhagen                                                                               |                                                              | Erich von Braunschweig-Grubenhagen                                                 |
| 1532–1553 | Franz von Waldeck                                                                                                |                                                              |                                                                                    |
| 1553–1574 | Johann IV., als Johann III. Bischof von Münster und als Johann II. Administrator von Paderborn                   |                                                              |                                                                                    |
| 1574–1585 | Heinrich von Sachsen-Lauenburg, auch Heinrich III. von Bremen                                                    |                                                              |                                                                                    |
| 1585 | Wilhelm von Schencking                                                                                           |                                                              |                                                                                    |
| 1585–1591 | Bernhard von Waldeck                                                                                             |                                                              |                                                                                    |
| 1591–1623 | Philipp Sigismund von Braunschweig-Wolfenbüttel                                                                  |                                                              |                                                                                    |
| 1623–1625 | Eitel Friedrich von Hohenzollern                                                                                 |                                                              |                                                                                    |
| 1625–1661 | Franz Wilhelm von Wartenberg                                                                                     |                                                              |                                                                                    |
| Nach dem Tode von Fürstbischof Franz Wilhelm galt die „immerwährende Kapitulation“, nach der abwechselnd ein katholischer und ein lutherischer Bischof aus dem Hause Braunschweig-Lüneburg gewählt werden sollte. | |                                                              |                                                                                    |
| 1662–1698 | Ernst August I., Herzog zu Braunschweig und Lüneburg (lutherischer Fürstbischof)                                 |                                                              |                                                                                    |
| 1698–1715 | Karl Joseph von Lothringen (katholischer Fürstbischof)                                                           |                                                              |                                                                                    |
| 1716–1728 | Ernst August II., Herzog zu Braunschweig und Lüneburg (lutherischer Fürstbischof)                                |                                                              |                                                                                    |
| 1728–1761 | Clemens August I. von Bayern (katholischer Fürstbischof)                                                         |                                                              |                                                                                    |
| 1764–1802 | Friedrich, Herzog zu Braunschweig und Lüneburg, Prinz von Großbritannien (lutherischer und letzter Fürstbischof) |                                                              |                                                                                    |
| 1803–1827 | Karl von Gruben (leitender Weihbischof)                                                                          |                                                              |                                                                                    |
| 1830–1855 | Carl Anton Lüpke (leitender Weihbischof)                                                                         |                                                              |                                                                                    |
| Mit Hildesheim vereinigt 1855–1857 unter Eduard Jakob Wedekin | |                                                              |                                                                                    |
| 1857–1866 | Paulus Melchers (später Erzbischof von Köln und Kardinal)                                                        |                                                              |                                                                                    |
| 1866–1878 | Johann Heinrich Beckmann                                                                                         |                                                              |                                                                                    |
| Sedisvakanz 1878–1882 | |                                                              |                                                                                    |
| 1882–1898 | Bernhard Höting                                                                                                  |                                                              |                                                                                    |
| 1899–1914 | Hubertus Voß |                                                              |                                                                                    |
| 1914–1955 | Wilhelm Berning                                                                                                  |                                                              |                                                                                    |
| 27. März 1957 | Franziskus Demann                                                                                                |                                                              |                                                                                    |
| 1957–1987 | Helmut Hermann Wittler                                                                                           |                                                              |                                                                                    |
| 1987–1995 | Ludwig Averkamp (später Erzbischof von Hamburg)                                                                  |                                                              |                                                                                    |
| 1995–2023 | Franz-Josef Bode                                                                                                 |                                                              |                                                                                    |
| seit 2024 | Dominicus Meier OSB                                                                                              |                                                              |                                                                                    |